# Apelles (Toreut)

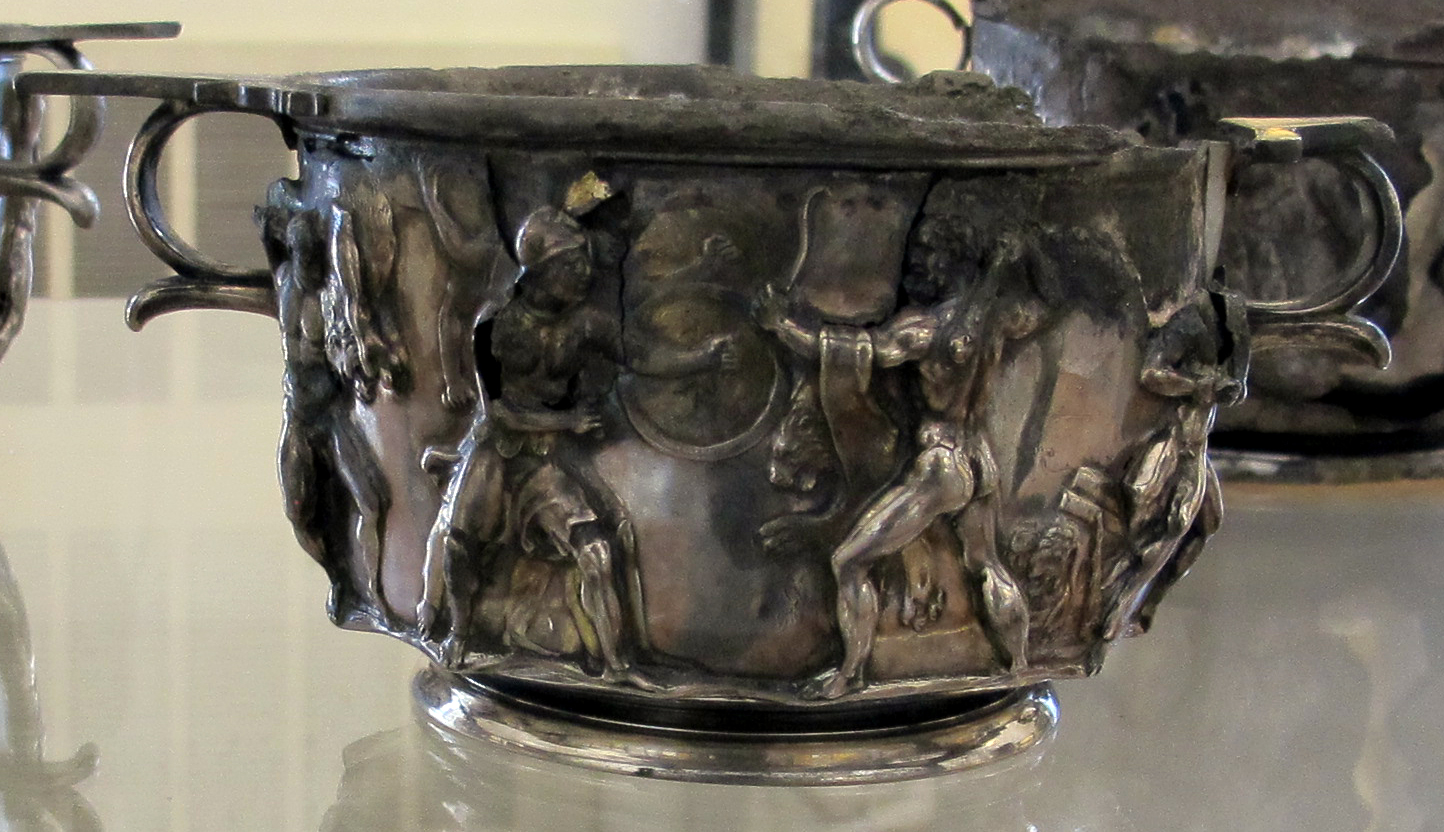
Einer der pompejianischen Becher mit den Arbeiten des Herakles

Apelles (altgriechisch Ἀπελλῆς) war ein antiker griechischer Toreut (Metallbearbeiter) aus hellenistischer Zeit, wohl dem 2. und vor allem dem 1. Jahrhundert v. Chr.
Apelles ist heute nur noch aus der schriftlichen, literarischen Überlieferung bekannt. Bei Athenaios ist eine Information von Asklepiades von Myrleia überliefert. Laut Asklepiades war Apelles insbesondere ein Kenner der korinthischen Metallgefäße. Aufgrund seiner Kenntnisse und Fertigkeiten versuchte er den bei Homer beschriebenen Nestorbecher zu rekonstruieren.
Bei der Freilegung des Hauses des Menander in Pompeji wurde Ende der 1920er Jahre ein großer Silberschatz gefunden. Zu diesem gehörten auch zwei Paar Silberbecher. Diese Becher sind auf dem Boden mit Graffiti versehen, die in pompejianischer Kursivschrift den Namen Apelles nennen. Es ist eher unwahrscheinlich, dass es sich dabei um eine Künstlersignatur handelt. Dennoch dürfte ein Bezug zum in der Antike berühmten Meister Apelles gegeben sein. Ob es sich dabei um eine Würdigung, die Aneignung des bekannten Namens, um die ohnehin wertvollen Stücke noch wertvoller erscheinen zu lassen, oder um eine nachträgliche Signatur von Stücken, die wirklich Apelles hergestellt hatte oder ihm zugeschrieben wurden, muss Spekulation bleiben. Eines der Becherpaare zeigen auf jedem der Becher je sechs der Taten des Herakles, das andere Becherpaar ländliche Szenen.

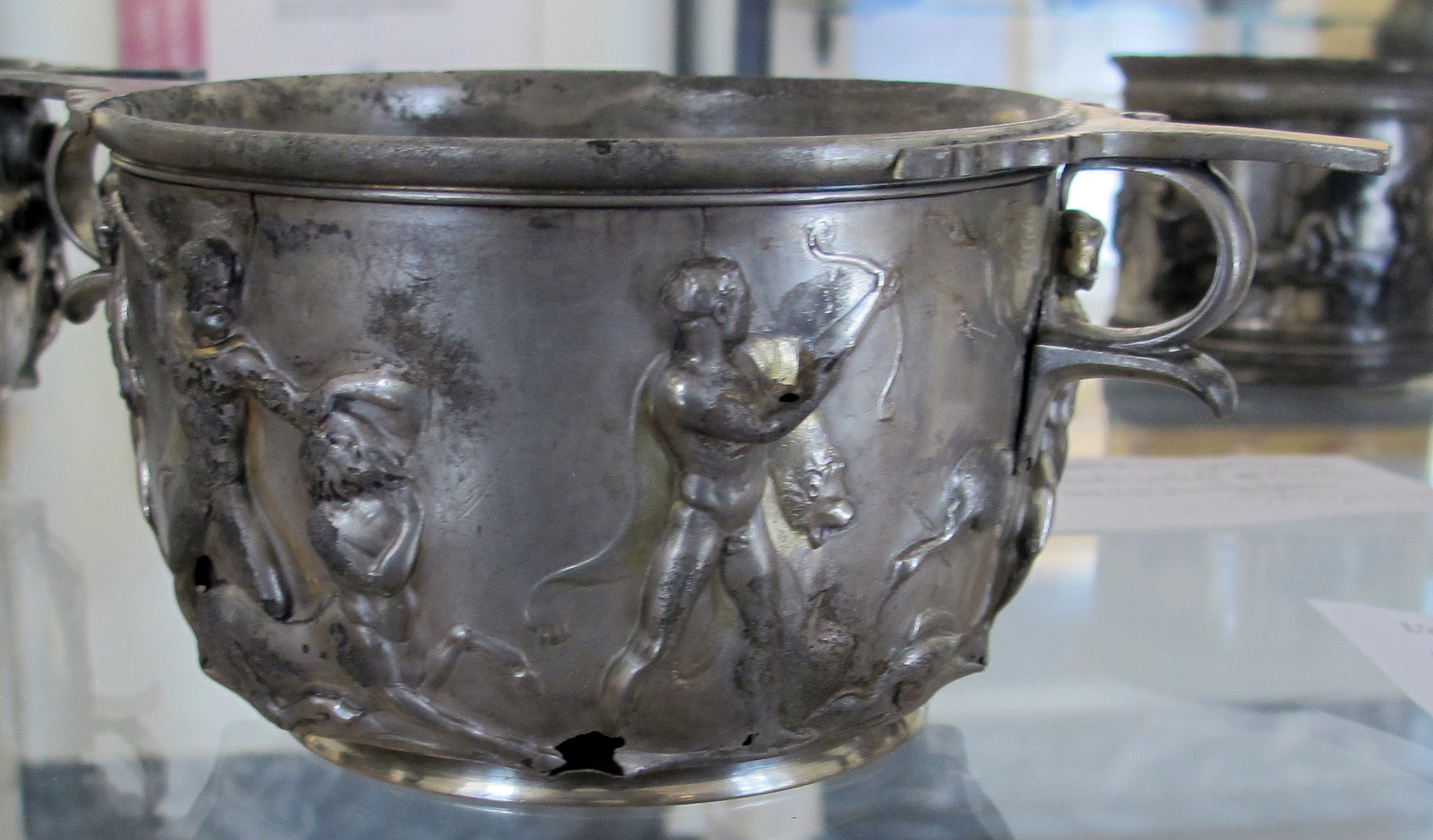
Zweiter Becher mit den Taten des Herakles (Seite A)
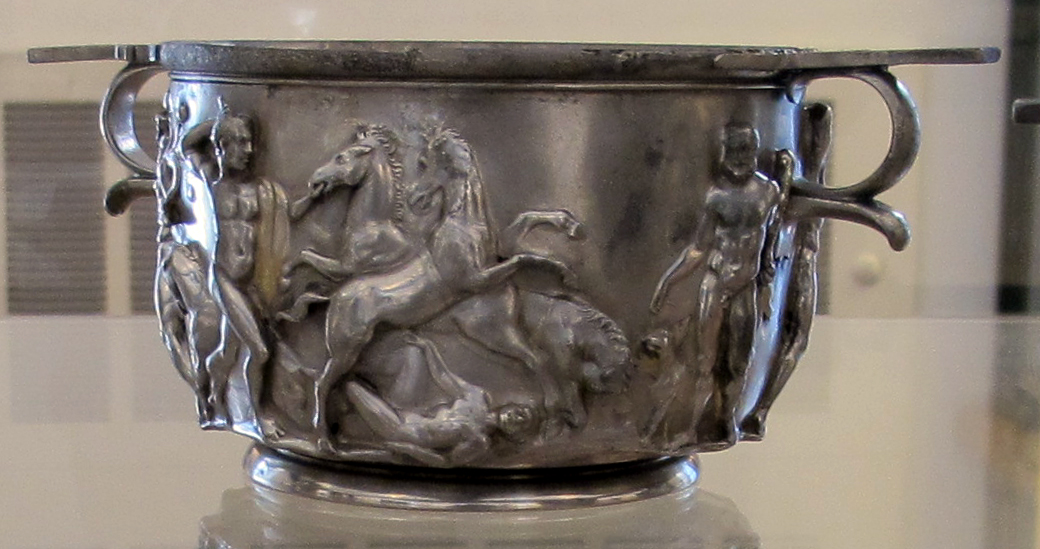
Zweiter Becher mit den Taten des Herakles (Seite B)